# Lilla Le
Lilla Le är en sjö i Dals-Eds kommun i Dalsland och ingår i Göta älvs huvudavrinningsområde. Sjön är 53,5 meter djup, har en yta på 0,739 kvadratkilometer och befinner sig 135 meter över havet. Vid provfiske har bland annat abborre, gädda, lake och mört fångats i sjön.
Sjön är en äkta källvattensjö och i den finns storröding. De djupaste delarna av sjön är ner mot 60 meter, vilket ger bra förutsättninar för röding. Varje höst leker rödingen. Från bryggan vid badplatsen kan man se lekande rödingar i det klara vattnet. Det finns även mycket abborre, gädda och kräftor. I mitten av augusti varje år infaller här "Kräftans Dag".
Den 25 juni 2001 fann man även en död krokodil i sjön.

## Delavrinningsområde
Lilla Le ingår i delavrinningsområde (653821-127646) som SMHI kallar för Utloppet av Lilla Le. Medelhöjden är 150 meter över havet och ytan är 2,85 kvadratkilometer. Det finns inga avrinningsområden uppströms utan avrinningsområdet är högsta punkten. Vattendraget som avvattnar avrinningsområdet har biflödesordning 4, vilket innebär att vattnet flödar genom totalt 4 vattendrag innan det når havet efter 285 kilometer. Avrinningsområdet består mestadels av skog (13 procent). Bebyggelsen i området täcker en yta av 2,47 kvadratkilometer eller 87 procent av avrinningsområdet.

## Fisk
Vid provfiske har följande fisk fångats i sjön:
- Abborre
- Gädda
- Lake
- Mört
- Nors
- Röding
- Siklöja